# Byblis cubensis
Byblis cubensis is een vlokreeftensoort uit de familie van de Ampeliscidae. De wetenschappelijke naam van de soort is voor het eerst geldig gepubliceerd in 1979 door Ortiz & Gomez.